# Pietro Figlioli
Pietro Figlioli (Rio de Janeiro, 1984. május 29. –) világbajnok (2011, 2019), olimpiai ezüstérmes (2012), és Európa-bajnoki bronzérmes (2014) olasz vízilabdázó. 2002 és 2008 között az ausztrál válogatott tagjaként vett részt világversenyeken.

## Sikerei
- LEN-szuperkupa (2021)